# Буйносов-Ростовский, Василий Иванович Белоголовый
Князь Василий Иванович Буйносов-Ростовский по прозванию Белоголовый — русский военный и государственный деятель, голова, воевода, наместник, думный дворянин и боярин во времена правления Ивана IV Васильевича Грозного, Фёдора Ивановича, Бориса Годунова и Смутное время.
Из княжеского рода Буйносовы-Ростовские. Четвёртый сын воеводы князя Ивана Ивановича Меньшого Буйносова-Ростовского. Братья — князья Фёдор, Семён, Григорий и Пётр Ивановичи Буйносовы-Ростовские.

## Биография

### Служба Ивану Грозному
В 1579 году князь Василий Иванович Белоголовый Буйносов-Ростовский был отправлен в Новгород, в Вотскую пятину, чтобы собирать детей боярских и отводить их на службу в Псков. В этом же году прислан к Государю из Линеверда с сеунчем об освобождении города от осады и о разбитии литовцев. В 1580 году первый воевода в Чествине. В 1581 году — первый осадный воевода в Кукейносе. В 1582 году годовал первым воеводой в Орешке, где успешно отразил шведскую осаду. В 1583 году назван дворянином, назначен наместником мещерским и был отправлен на переговоры с польско-литовскими комиссарами об установлении границ между Русским царством и Речью Посполитой.

### Служба Фёдору Ивановичу
В 1585 году князь Василий Иванович Буйносов-Ростовский вторично находился первым воеводой в Орешке, но в июне того же года был отозван в Москву. В 1588 году служил первым воеводой у обоза на берегах р. Оки во время нашествия крымских татар. В 1589 году — годовал вторым воеводой во Пскове. В 1590 году голова «у огней» в государевом полку, участвовал в походе русской рати под предводительством царя Фёдора Иоанновича на шведские владения, под Нарву. В 1591 году — сперва третий, а потом первый воевода в Пскове. В 1592-1593 годах первый воевода в Ивангороде. В марте 1594 года князь Василий Иванович Буйносов-Ростовский был первым воеводой Сторожевого полка в Туле. В 1595 году, вначале первый воевода Сторожевого полка в Коломне, а потом второй воевода Большого полка в Серпухове. В 1596 году первый судья в Судно-Дмитровском приказе. С 1597 году — сперва третий воевода войск правой руки, а после Большого полка в Алексине. В начале 1598 года — первый воевода в Копорье.

### Служба Борису Годунову
В 1598 году князь Василий Иванович Белоголовый Буйносов-Ростовский получил звание думного дворянина. В том же году во время похода царя Бориса Фёдоровича Годунова на Серпухов против крымских татар, был оставлен девятым в Боярской думе «Москву ведать». В 1599 году был назначен первым воеводой в Ивангороде. В 1600 году находился в Москве, встречал на второй встрече при представлении Государю кизылбашских послов. В 1601 году был объезчик в Москве для бережения в Московском кремле. В 1602 году вторично отправлен первым воеводой на воеводство в Ивангород, откуда в 1603 году был переведен в той же должности в Новгород, где пробыл и в 1604 году.

### Служба в Смутное время
В январе 1608 года князь Василий Иванович Белоголовый Буйносов-Ростовский присутствовал на свадьбе царя Василия Шуйского со своей племянницей Марией Петровной Буйносовой-Ростовской, где был пожалован в бояре и сидел у царицыных яств во время государева стола.
По родословной росписи показан бездетным.

## Критика
В «Русской родословной книге» А. Б. Лобанова-Ростовского князь Василий Иванович Белоголовый (№ 15), упомянут воеводой в Новгороде в 1602 году, где и умер. Данные сведения не верны и относятся к Василию Ивановичу (№ 9).
В поколенной росписи родословной книги из собрания М. А. Оболенского поданной в 1682 году в Палату родословных дел, князь Василий Иванович записан с прозвищем Почюй Белоголовый, от которого произошла ветвь князей Почяй Бологоловы и он показан сыном князя Ивана Дмитриевича Большого, не упомянутого в «Русской родословной книге», а не сыном Ивана Ивановича Меньшого (№ 11), у которого в свою очередь было два сына — Иван по прозванию «Гонка» и бездетный князь Василий Почюй Белоголов, который также вызывает вопрос — откуда тогда взялся род Почяй Белоголов, записанный среди однородцев князей Ростовских.